# Black (альбом)
Black (рус. чёрный) — студийный альбом Нино Катамадзе и группы Insight, вышедший в 2006 году на лейбле Мистерия Звука.

## Об альбоме
Black был записан на студии Mi Fa Si, в Грузии вместе со звукорежиссёром Георгием Гварджаладзе. Главной задачей при записи этого альбома стала передача живого эмоционального, концертного звука в студийных условиях.
Мы ничего не репетировали заранее, альбом получился просто, как концерт. Благодаря этому сохранилась внутренняя динамика и живая составляющая музыки не потерялась. Мы отгородились от всего мира: ни с кем не разговаривали, никуда не выходили, чтобы не терять времени. Когда ты отдаешься музыке целиком и концентрируешься только на ней, она получается особенной.
Диск был выпущен в Грузии, РФ, Украине, Франции, Германии, Великобритании, Италии, Швеции и в Финляндии. В поддержку альбома Нино Катамадзе дала ряд выступлений в странах СНГ и ЕС.

## Список композиций
| №  | Название                | Длительность |
| -- | ----------------------- | ------------ |
| 1. | «I Came»                | 6:28         |
| 2. | «I Will Come As A Snow» | 5:38         |
| 3. | «Lulaluleia»            | 4:47         |
| 4. | «Suliko»                | 3:50         |
| 5. | «Cabaret»               | 5:18         |
| 6. | «Once In The Street»    | 5:49         |
| 7. | «Olei»                  | 4:15         |
| 8. | «Violets»               | 3:47         |
| 9. | «Beauty»                | 7:57         |

## Участники записи
- Нино Катамадзе — вокал
- Гоча Качеишвили — электрогитара, акустическая гитара
- Уча Гугунава — бас-гитара
- Давид Абуладзе — ударные, перкуссия
- Георгий Махошвили — контрабас (5)
- Зумба — уду (8)

Производство
- Георгий Гварджаладзе — звукорежиссёр
- Александр Альтман — мастеринг